# Eclissi solare del 14 gennaio 1926
L'eclissi solare del 14 gennaio 1926 è un evento astronomico che ha avuto luogo il suddetto giorno attorno alle ore 6.36 UTC.L'eclissi, di tipo totale, è stata visibile in alcune parti dell'Africa (Congo, Kenya e Uganda), dell'Asia (Filippine, India, Indonesia e nell'odierna Malaysia) e dell'Oceania (Australia).
La durata della fase massima dell'eclissi è stata di 4 minuti e 11 secondi e l'ombra lunare sulla superficie terrestre raggiunse una larghezza di 147 km;Il punto di massima totalità è avvenuto in mare lontano da qualsiasi terra emersa.
L'eclissi del 14 gennaio 1926 divenne la prima eclissi solare nel 1926 e la 59ª nel XX secolo. La precedente eclissi solare si è verificata il 20 luglio 1925, la seguente il 9 luglio 1926.

## Eclissi correlate

### Eclissi solari 1924 - 1928
Questa eclissi è un membro di una serie semestrale. Un'eclissi in una serie semestrale di eclissi solari si ripete approssimativamente ogni 177 giorni e 4 ore (un semestre) in nodi alternati dell'orbita della Luna.

### Ciclo di Saros 130
Questa eclissi fa parte del ciclo di Saros 130, che si ripete ogni 18 anni, 11 giorni, contenente 73 eventi. La serie è iniziata con un'eclissi solare parziale il 20 agosto 1096. Contiene eclissi totali dal 5 aprile 1475 al 18 luglio 2232. Non ci sono eclissi anulari nella serie. La serie termina al membro 73 con un'eclissi parziale il 25 ottobre 2394. La durata più lunga della totalità è stata di 6 minuti e 41 secondi l'11 luglio 1619. Tutte le eclissi di questa serie si verificano nel nodo discendente della Luna.